# Black Forest Open 2008
Il Black Forest Open 2008 è stato un torneo di tennis facente parte della categoria ATP Challenger Series nell'ambito dell'ATP Challenger Series 2008. Il torneo si è giocato a Freudenstadt in Germania dal 25 al 31 agosto 2008 su campi in terra rossa e aveva un montepremi di €30 000+H.

## Vincitori

### Singolare
Simon Greul ha battuto in finale  Matthias Bachinger con il punteggio di 6–3, 6–4

### Doppio
Dick Norman /  Kristof Vliegen hanno battuto in finale  Rainer Eitzinger /  Armin Sandbichler con il punteggio di 6–3, 6–3